# Canon EOS 5D
Canon EOS 5D – półprofesjonalna lustrzanka cyfrowa japońskiej firmy Canon z serii EOS. Jej premiera miała miejsce 22 sierpnia 2005 roku. Posiada pełnowymiarową matrycę CMOS o szerokości 35,8 mm i rozdzielczości 12,8 megapikseli. W wyposażeniu aparatu znajduje 2,5-calowy ekran LCD.